# Dvorac na Trakajskom poluotoku
Dvorac na Trakajskom poluotoku se nalazi u mjestu Trakai u Litvi.
Nalazi se na 54,646° sjeverne zemljopisne širine i 24,937° istočne zemljopisne dužine.
Dvorac je dao sagraditi u 14. stoljeću Kejstut (lit. Kęstutis), litvanski veliki vojvoda.
Danas (2007.) ga se obnavlja.